# Evandro Chagas
Evandro Serafim Lobo Chagas (Rio de Janeiro, 10 agosto 1905 – Rio de Janeiro, 8 novembre 1940) è stato un radiologo e cardiologo brasiliano.

## Biografia
Figlio di Carlos Chagas e di Iris Lobo Chagas, nel 1921 si iscrisse alla Facoltà di Medicina di Rio de Janeiro, trascorrendo il período del suo internato presso l'ospedale Oswaldo Cruz - che successivamente verrà ribattezzato "Evandro Chagas".
Laureatosi nel 1926, assunse la direzione del servizio di Radiologia ed Elettrocardiografia dell'ospedale di Manguinhos - Rio de Janeiro. Fu professore associato di Medicina Tropicale alla Facoltà di Medicina di Rio de Janeiro, assistente del padre, titolare della cattedra. In questo periodo scrisse la sua tesi di libera docenza dal titolo "La forma cardíaca della tripanosomiasi americana". Nel 1930, divenne direttore della Sezione di Patologia Umana della sua Facoltà.
Morì prematuramente, l'8 novembre del 1940, vittima di un incidente aereo a Rio de Janeiro.

## Attività scientifica
Evandro Chagas compì importanti studi sulla febbre gialla, sulla malaria, sull'ancilostomiasi, sul beri-beri, sulla leishmaniosi viscerale americana  (della quale descrisse i primi casi nell'uomo). L'argomento che più l'appassionò fu l'esame elettrocardiografico della cardiopatia chagasica, della quale fu il primo studioso.
Presso il suo ospedale creò una struttura mobile di ricerca applicata per lo studio delle grandi endemie brasiliane. Creò nel 1936, l'Istituto di Patologia Sperimentale del Nord del Brasile (Ipen), a Belém do Pará, che funzionava come una filiale dell'Istituto Oswaldo Cruz. Realizzò il primo grande studio epidemiologico della malaria nell'Amazzonia.